# Germán Guzmán Campos
Germán Guzmán Campos (1912-México D.F., 1988), también conocido como Monseñor Guzmán, fue un sacerdote católico, sociólogo, humanista, investigador, escritor y cronista colombiano.
Como párroco de Líbano, Tolima, vivió de cerca los desastres de la violencia armada del bipartidismo, y gracias a su gusto por la academia y su educación se convirtió en importante investigador del conflicto armado colombiano.  
Conoció al sacerdote Camilo Torres, quien inspirado en sus obras se convirtió defensor de los marginados y luego en guerrillero del ELN. También fue defensor de los derechos humanos, y buscó el acercamiento entre víctimas y victimarios.
Es conocidos por sus obras La Violencia en Colombia (1962), obra referente en la historia del conflicto en Colombia, Camilo, Presencia y Destino y Camilo, el cura guerrillero (1967).